# Grootvlekkige civetkat
De grootvlekkige civetkat (Viverra megaspila)  is een zoogdier uit de familie van de civetkatachtigen (Viverridae). De wetenschappelijke naam van de soort werd voor het eerst geldig gepubliceerd door Blyth in 1862.

## Voorkomen
De soort komt voor in Birma, Cambodja, China, Laos, Maleisië, Thailand en Vietnam.